# Caicumeo
Caicumeo (< mapudungun kalku o kaiku «el hechicero» y mew  «donde») fue un hombre de Chiloé de origen huilliche del siglo XVIII que, por petición del Gobernador de Chiloé Antonio Martínez y la Espada o Francisco Hurtado del Pino, debió trazar el que se considera el primer camino real o público construido en la provincia de Chiloé, y que unía la ruta San Carlos de Chiloé (hoy Ancud) y Santiago de Castro (hoy Castro), y que habría medido cerca de 88 km.
La ruta, llamada en su memoria Camino de Caicumeo o Camino del Cacique Caicumeo, habría sido finalizada en 1787 gracias a su habilidad como ateador, pudiendo darle una correcta dirección al trazado; sin embargo, otros autores indican que dicho camino recién se habría mandado a construir en 1788 o que ya habría estado listo en 1781, teniendo decenas de puentes y «planchados» de roble, que décadas después aún mantenía su vigencia como vía de comunicación en Chiloé según se consigna en el discurso del Ministro del Interior R.L. Irarrázaval ante el Congreso en 1843.
Este camino:

«Fue trazado a puro ojo y abierto a hacha y machete por el genio intrépido de (...) (este) cacique (...), de quien deriva su nombre. Antes de construirse este camino y los transversales que llevan a la costa, todo el tráfico de la Isla Grande, todo el comercio de la provincia de Chiloé, se hacía por la vía marítima, en botes, chalupas, lanchas, balandras y goletas, construidas en las costas del canal de Dalcahue, donde aún subsiste un punto que lleva el pomposo nombre de "El Astillero"»
(Ampuero, 1952, p. 44)

Tras esta acción, el Gobierno provincial habría premiado a Caicumeo otorgándole tierras bajo el concepto de Merced real.